# Robbin C. Moran
Robbin C. Moran ( 1966 - ) es un botánico, y pteridólogo estadounidense. Sus intereses de investigación son sobre los helechos, trabajando principalmente en los trópicos americanos, especialmente de América Central y los Andes. Ha escrito sobre las floras, reuniendo información sobre helechos y proporcionando un medio para identificarlos.

## Algunas publicaciones
- Biogeography of ferns and lycophytes, pp. 369-396. En: C. Haufler & T. A. Ranker, eds. The Biology and Evolution of Ferns and Lycophytes. Cambridge University Press
- Prado, J.; R. C. Moran. 2008. Revision of the neotropical species of Triplophyllum (Tectariaceae). Brittonia 60: 103-130
- Rouhan, G., D. H. Lorence, T. J. Motley, J. G. Hanks, R. C. Moran. 2008. Systematic revision of Elaphoglossum (Dryopteridaceae) in French Polynesia, with description of three new species. Botanical Journal of the Linnean Society 158: 309-331

### Libros
- 1994. Los géneros de helechos neotropicales: una guía para estudiantes : preparado para un curso de pteridología, 4-14 de julio de 1994, La Paz, Bolivia. Ed. Dept. de Botánica Sistemática, Univ. de Aarhus. 175 pp.
- 2009. A Natural History of Ferns. Ed. Timber Press. 302 pp. ISBN 1604690623

## Honores
Es Presidente de la Sociedad del Capítulo Helechos de Nueva York
- La abreviatura «R.C.Moran» se emplea para indicar a Robbin C. Moran como autoridad en la descripción y clasificación científica de los vegetales.[1]